# أبو عبد الله بن الحذاء
أبو عبد الله محمد بن يحيى بن أحمد بن محمد بن عبد الله التميمي القرطبي المالكي، المعروف بابن الحَذّاء، هو فقيه مالكي ومحدث، وقاضي إشبيلية وسرقسطة.

## روايته للحديث النبوي
- روى عن: أحمد بن ثابت التغلبي، وأبي عيسى الليثي، وابن القوطية، ومحمد بن علي الأدفوي، وغيرهم.[2]
- روى عنه: ابن شنظير، وابن عبد البر، وحاتم بن محمد، وغيرهم.[2]

## مؤلفاته
له من المصنفات:
- الاستنباط لمعاني السنن والأحكام من أحاديث الموطأ
- البشرى في عبارة الرؤيا
- الخطب والخطباء
- الإنباه في أسماء الله
- التعريف بمن ذكر في الموطأ من النساء والرجال

## وفاته
توفي ابن الحذاء في سرقسطة في الأندلس، وذلك في شهر رمضان سنة 416 هـ.